# Let the Tempest Come
Let the Tempest Come è il secondo album full-length del gruppo musicale tedesco Neaera, distribuito il 7 aprile 2006 dalla Metal Blade Records.

## Tracce
1. Mechanisms of Standstill – 3:46
2. Let The Tempest Come – 4:15
3. Plagueheritage – 4:18
4. God Forsaken Soil – 4:54
5. HeavenHell – 5:47
6. Desecrators – 4:46
7. The Crimson Void – 5:05
8. I Love The World – 4:47
9. Paradigm Lost – 5:25
10. Life Damages The Living – 2:20
11. Scars Of Gray – 5:09
12. The Cleansing Void – 4:09